# Ümraniyespor
Ümraniyespor is een Turkse professionele voetbalclub uit het district Ümraniye. Het ligt aan de Anatolische kant van Istanboel. De club werd opgericht in 1938 en speelt doorgaans in rood-witte tenues. De club promoveerde aan het eind van het seizoen 2021-22 voor het eerst naar de Süper Lig. De wedstrijden worden in het Ümraniye Belediyesi Şehir Stadion gespeeld.

İstanbul ligt in de Marmararegio.

## Competitieresultaten
- Spor Toto Süper Lig:     2022-2023
- TFF 1.Lig:     2016-2022, 2023-
- Spor Toto 2.Lig:  2014-16
- Spor Toto 3.Lig:  1984–1987, 1990–1993, 1999–2000, 2011–2014
- Bölgesel Amatör Lig: 1993–1995, 2010–2011
- Amateurs: 1938–1984, 1987–1990, 1995–1999, 2000–2010

## Erelijst
- Spor Toto 2.Lig

Kampioen (1) : 2015-2016
- Spor Toto 3.Lig

Kampioen (1) : 2013-2014
- Bölgesel Amatör Lig

Kampioen (1) : 2010-2011